# Kanton Luçon
Kanton Luçon (fr. Canton de Luçon) je francouzský kanton v departementu Vendée v regionu Pays de la Loire. Tvoří ho 10 obcí.

## Obce kantonu
- L'Aiguillon-sur-Mer
- Chasnais
- Grues
- Lairoux
- Luçon
- Les Magnils-Reigniers
- Saint-Denis-du-Payré
- Sainte-Gemme-la-Plaine
- Saint-Michel-en-l'Herm
- Triaize